# Паладије Пустињак
Свети Паладије је пустињак сиријски. Велики подвижник и чудотворац. Пред његовом келијом осване леш некога богаташа, кога разбојници беху убили и опљачкали. Када Паладија потерају на суд, он, да би се спасао беде, помоли се Богу и молитвом васкрсе мртваца. Умро је у IV веку.
Српска православна црква слави га 28. јануара по црквеном, а 10. фебруара по грегоријанском календару.
Велики део овог текста је преузет из охридског пролога светог владике Николаја Велимировића. Он не подлеже ауторским правима